# Кенчадзе, Ника
Ника Кенчадзе (груз. ნიკა კენჭაძე, род. 17 апреля 1997) — грузинский борец вольного стиля, призёр чемпионатов мира и Европы. Чемпион мира среди спортсменов не достигших 23-х лет.

## Биография
Родился в 1997 году. С 2014 года принимает участие в международных соревнованиях по борьбе. В 2017 году стал серебряным призёром чемпионата Европы среди юниоров в весовой категории до 74 кг. Через год, но уже в категории до 79 кш занял третье место на континентальном первенстве. В ноябре 2018 году завоевал титул чемпиона мира среди спортсменов не достигших 23-х лет.  
На взрослом чемпионате Европы в Бухаресте завоевал бронзовую медаль в весовой категории до 79 кг.
В апреле 2021 года на чемпионате Европы в Варшаве, грузинский спортсмен во второй раз в карьере завоевал бронзовую медаль в весовой категории до 79 кг. 
В 2021 году на чемпионате мира, который проходил в октябре в норвежской столице, стал бронзовым призёром в весовой категории до 79 кг. В полуфинале уступил иранскому борцу Мохаммеду Нокходи Ларими.